# بوشو
البوشو (الاسم العلمي: Agathosma) (بالإنجليزية: Buchu)‏ هو جنس من النباتات يتبع الفصيلة السذابية من رتبة الصابونيات.

## أنواع البوشو
- بوشو أجرد
- بوشو أرجواني
- بوشو أزغب
- بوشو أشعر
- بوشو أقنف
- بوشو ألبي
- بوشو أنيق
- بوشو متباعد
- بوشو شاحب
- بوشو بهيج
- بوشو بيضوي الأوراق
- بوشو بيضوي
- بوشو ثنائي الشقوق
- بوشو ثنائي اللون

## الوصف
شجيرات قصيرة أوراقها خضراء باهتة، طول الأوراق يترواح بين 12 الي 20 مم ومنها المستدير والبيضاوي و الطويل وهي التي تحمل العناصر الفعالة.